# Alonso de Idiáquez de Butrón y Múgica
Alonso de Idiáquez de Butrón y Múgica (San Sebastián, 14 de febrero de 1565 - Milán, 7 de octubre de 1618), I duque de Ciudad Real, fue un noble, militar y hombre de estado español, virrey de Navarra, comendador mayor de León en la Orden de Santiago y maestre de campo general del ejército de Lombardía.

## Biografía
Nació en una familia íntimamente ligada a la Corona, pues fue hijo único de Juan de Idiáquez y Olazábal, presidente del Consejo de Órdenes con Felipe III, y nieto de Alonso de Idiáquez y Yurramendi, que fuera secretario de Carlos I. Su madre, Mencía Manrique de Butrón y Múgica, que murió el año de su nacimiento, le transmitió los derechos a las casas de Butrón y Múgica y al señorío de Aramayona, que heredaría en 1603 a la muerte de su primo don Antonio. 
Su carrera cortesana fue pronto recompensada con el condado de Biandrina, que recibió en 1599 y que incluía un estado en el ducado de Milán, y con la elevación a condado de su señorío de Aramayona. Posteriormente, sus méritos militares le valieron el ducado de Ciudad Real, con estado en el reino de Nápoles.

## Matrimonio y descendencia
El duque contrajo matrimonio en 1589 con Juana de Robles y San Quintín, hija de Gaspar de Robles y de Juana de San Quintín, II baronesa de Velli. Tuvieron un único hijo:
- Juan Alonso (1597-1653), I marqués de San Damián y, a la muerte de su padre, II duque de Ciudad Real.

| Predecesor: Juan de Cardona y Requesens | Virrey de Navarra 1610 - 1618 | Sucesor: Felipe Ramírez de Arellano y Zúñiga, conde de Aguilar |